# XVIII. sjezd KSČS
XVIII. sjezd KSČS byl sjezd Komunistické strany Československa konaný v ČSFR ve dnech 3.–4. listopadu 1990.
Šlo o poslední sjezd celostátní komunistické strany před jejím zánikem. Navazoval na mimořádný sjezd KSČ z prosince 1989 a reagoval na zásadní politické změny spuštěné sametovou revolucí. Již během roku 1990 strana změnila svou oficiální zkratku na KSČS na základě tlaku slovenských komunistů. Zároveň prošla symetrickou federalizací. Kromě již existující Komunistické strany Slovenska se v březnu 1990 ustavila Komunistická strana Čech a Moravy. Sjezd prohlásil KSČS za federaci dvou samostatných politických subjektů, vůči nimž neměla KSČS pravomoci nadřízeného orgánu. Její úlohou mělo být pouze společné zastupování obou republikových komunistických stran vůči federálním úřadům apod. Rozvolňování vazeb mezi českými a slovenskými komunisty pokračovalo i po sjezdu a v září 1991 se poslanecký klub KSČS ve Federálním shromáždění rozdělil na dvě části. Slovenská KSS se transformovala na Stranu demokratické levice. V prosinci 1991 pak zcela opustila KSČS. KSČS zanikla právním výmazem z registru politických subjektů k 23. dubnu 1992.